# Wildtier Schweiz
Wildtier Schweiz (Eigenschreibweise WILDTIER SCHWEIZ)  ist ein als gemeinnützig anerkannter Verein nach Schweizer Recht mit Sitz in Zürich, mit dem Ziel auf dem Gebiet der Wildtier- und Naturschutzbiologie den Wissenstransfer von der Forschung zur praktischen Umsetzung zu unterstützen und Forschenden Fragen aus der Praxis zu vermitteln.

## Geschichte
In den 1950er Jahren begann eine Arbeitsgruppe am Zoologischen Institut der Universität Zürich Wildtiere in ihren Lebensräumen mit biologisch-ökologischen Fragestellungen und wissenschaftlichen Methoden zu untersuchen. Die Anstösse dazu kamen oft aus der Praxis, wo man sich mit Wildkrankheiten, hohem Verbiss und Schutzwaldproblematik oder stark rückgängigen Populationen konfrontiert sah. Die Suche nach Lösungen forcierte Studien zu Raum/Zeit-Verhalten und Populationsdynamik, wie auch zu Herausforderungen und Anpassungen an verschiedenste Lebensräume. Aufbauend auf den Ergebnissen folgten Maßnahmen zur Lebensraumverbesserung und zu Schutz und Management der jeweiligen Tierart.
Gleich zu Beginn der Forschertätigkeit wurde eine große Lücke festgestellt: wissenschaftliche Literatur über Wildtiere konnte nur mit außerordentlich hohem Aufwand gefunden und besorgt werden. Sie war auf Zeitschriften aus unterschiedlichen Fachdisziplinen verteilt, von der Biologie über die Forstwirtschaft bis zu Veterinärmedizin und Zoologie. Als Abhilfe wurde von Mitarbeitenden der Universität Zürich und dem Vorgänger des heutigen Bundesamtes für Umwelt 1971 die Schweizerische Dokumentationsstelle für Wildforschung SDW / der Swiss Wildlife Information Service SWIS gegründet mit dem Auftrag »Einer recherchiert und sammelt für Alle«.
Damit das gesammelte Wissen nicht nur den Forschenden zur Verfügung steht, sondern wichtige Informationen bis zur Praxis gelangen, war noch ein weiterer Schritt notwendig: Das Wissen aus Grundlagen- und lösungsorientierter Forschung musste für die Praxis wie auch für Nicht-Wildtierbiologen nutzbar gemacht werden. Dies ist umso wichtiger als Wildtiere und ihre spezifischen Lebensraumansprüche von vielen Tätigkeiten anderer Fachbereiche (Land- und Forstwirtschaft, Wasserbau, Raum- und Verkehrsplanung etc.) beeinflusst und tangiert werden.
Als Mittler zwischen Forschung und Praxis wurde deshalb 1982 der Infodienst Wildbiologie & Ökologie (heute Wildtier Schweiz) gegründet.

## Organisation
Die Organisation (1982–2003 unter dem Namen Infodienst Wildbiologie & Ökologie) besteht seit dem 1. Januar 1982 als Verein im Sinne von Art. 60ff ZGB. Die Tätigkeit des Vereins ist von allgemein öffentlichem Interesse, weshalb ihm der Regierungsrat des Kantons Zürich 1986 die Gemeinnützigkeit zuerkannte. Wildtier Schweiz ist zertifiziert von der Zentralstelle für Wohlfahrtsunternehmen (ZEWO).

## Tätigkeiten
Der Verein betreut den Swiss Wildlife Information Service (SWIS) und führt Literaturdatenbanken und Archive zu wildbiologischen Themen.
Des Weiteren betreibt und unterhält er die Eidgenössische Jagd- und Fischereistatistik und leitet Wildtiermonitoringprojekte wie zum Beispiel das Projekt Rehkitzmarkierung Schweiz.
Er erstellt und betreut interaktive Webseiten wie zum Beispiel Bartgeier – Wiederansiedlung in den Alpen, Wildruhezonen.ch oder die Webseite Tierforscher.ch  für Kinder und Jugendliche.
Hier ansässig ist auch die Schweizerische Gesellschaft für Wildtierbiologie (SGW-SSBF).
Unterstützt wird der Verein von Organisationen wie der Akademie der Naturwissenschaften Schweiz, dem Zürcher Tierschutz, der Jagd- und Fischereiverwalterkonferenz oder der JagdSchweiz.

### Publikationenen
Der Verein gibt folgende populärwissenschaftliche Schriftenreihen heraus:
- Wildbiologie, Studentendruckerei, 1978–2012[8]
- Fauna Focus,  vierteljährlich, Zürich 2013 ff.[9]
- CH-WILDiNFO – Das schweizerische Wildtierbiologische Mitteilungsblatt, 1992 ff[10]

Daneben wurden Bildbände und Broschüren publiziert.